# Onur Bulut
Onur Bulut (Werdohl, 16 aprile 1994) è un calciatore turco, difensore o centrocampista dell'İstanbul Başakşehir.

## Caratteristiche tecniche
È un esterno destro.

## Carriera

### Club
Cresciuto nelle giovanili del Bochum, ha esordito in prima squadra il 29 luglio 2013 in un match pareggiato 1-1 contro la Dinamo Dresda.

### Nazionale
Ha giocato nella nazionale turca Under-19.
Ha esordito in nazionale maggiore nel 2022.

## Statistiche

### Presenze e reti nei club
Statistiche aggiornate al 7 luglio 2017.
| Stagione        | Squadra         | Campionato      | Campionato | Campionato | Coppe nazionali | Coppe nazionali | Coppe nazionali | Coppe continentali | Coppe continentali | Coppe continentali | Altre coppe | Altre coppe | Altre coppe | Totale | Totale | Totale |
| Stagione        | Squadra         | Comp            | Pres       | Reti       | Comp            | Pres            | Reti            | Comp               | Pres               | Reti               | Comp        | Pres        | Reti        | Pres   | Reti   |        |
| --------------- | --------------- | --------------- | ---------- | ---------- | --------------- | --------------- | --------------- | ------------------ | ------------------ | ------------------ | ----------- | ----------- | ----------- | ------ | ------ | ------ |
| 2013-2014       | Bochum          | 2B              | 10         | 0          | CG              | 1               | 0               |                    | -                  | -                  |             | -           | -           | 11     | 0      |        |
| 2014-2015       | Bochum          | 2B              | 13         | 1          | CG              | 0               | 0               |                    | -                  | -                  |             | -           | -           | 13     | 1      |        |
| 2015-2016       | Bochum          | 2B              | 31         | 4          | CG              | 4               | 0               |                    | -                  | -                  |             | -           | -           | 35     | 4      |        |
| Totale Bochum   | Totale Bochum   | Totale Bochum   | 54         | 5          |                 | 5               | 0               |                    | -                  | -                  |             | -           | -           | 59     | 5      |        |
| 2016-2017       | Friburgo        | 1B              | 21         | 0          | CG              | 2               | 0               |                    | -                  | -                  |             | -           | -           | 23     | 0      |        |
| Totale carriera | Totale carriera | Totale carriera | 75         | 5          |                 | 7               | 0               |                    | -                  | -                  |             | -           | -           | 82     | 5      |        |

### Cronologia presenze e reti in nazionale
| Cronologia completa delle presenze e delle reti in nazionale ― Turchia | Cronologia completa delle presenze e delle reti in nazionale ― Turchia | Cronologia completa delle presenze e delle reti in nazionale ― Turchia | Cronologia completa delle presenze e delle reti in nazionale ― Turchia | Cronologia completa delle presenze e delle reti in nazionale ― Turchia | Cronologia completa delle presenze e delle reti in nazionale ― Turchia | Cronologia completa delle presenze e delle reti in nazionale ― Turchia | Cronologia completa delle presenze e delle reti in nazionale ― Turchia |
| Data                                                                   | Città                                                                  | In casa                                                                | Risultato                                                              | Ospiti                                                                 | Competizione                                                           | Reti                                                                   | Note                                                                   |
| ---------------------------------------------------------------------- | ---------------------------------------------------------------------- | ---------------------------------------------------------------------- | ---------------------------------------------------------------------- | ---------------------------------------------------------------------- | ---------------------------------------------------------------------- | ---------------------------------------------------------------------- | ---------------------------------------------------------------------- |
| 19-11-2022                                                             | Gaziantep                                                              | Turchia                                                                | 2 – 1                                                                  | Rep. Ceca                                                              | Amichevole                                                             | -                                                                      |                                                                        |
| 25-3-2023                                                              | Erevan                                                                 | Armenia                                                                | 1 – 2                                                                  | Turchia                                                                | Qual. Euro 2024                                                        | -                                                                      | 42’                                                                    |
| 8-9-2023                                                               | Eskişehir                                                              | Turchia                                                                | 1 – 1                                                                  | Armenia                                                                | Qual. Euro 2024                                                        | -                                                                      | 72’                                                                    |
| 12-9-2023                                                              | Genk                                                                   | Giappone                                                               | 4 – 2                                                                  | Turchia                                                                | Amichevole                                                             | -                                                                      |                                                                        |
| Totale                                                                 |                                                                        | Presenze                                                               | 4                                                                      |                                                                        | Reti                                                                   | 0                                                                      |                                                                        |

## Palmarès

### Club

#### Competizioni nazionali
- Coppa di Turchia: 1

Beşiktaş: 2023-2024
- Supercoppa di Turchia: 1

Beşiktaş: 2024